# Gerd Kroske
Gerd Kroske (* 4. Januar 1958 in Dessau) ist ein deutscher Autor, Regisseur und Filmproduzent.

## Leben und beruflicher Werdegang
Der Sohn eines Hochschulprofessors und einer Lehrerin wuchs in Leipzig und Berlin auf. In Berlin machte er eine Berufsausbildung als Betonwerker. Danach war er als Telegrammbote und in der Jugendkulturarbeit tätig und legte an der Volkshochschule das Abitur ab. 1980 begann er ein Studium der Kulturwissenschaften an der Humboldt-Universität in Berlin. Da er verdächtigt wurde, von der DDR-Flucht eines Freundes gewusst zu haben, musste er die Universität wieder verlassen und leistete seinen Grundwehrdienst ab. 1982 setzte er das Studium fort und schrieb sich gleichzeitig als Gasthörer an der Hochschule für Film und Fernsehen „Konrad Wolf“ in Potsdam-Babelsberg ein. 1987 schloss er das Studium an der Humboldt-Universität zu Berlin ab, machte sein Zweitstudium Regie an der HFF weiter und arbeitete bis 1991 als Autor und Dramaturg im DEFA-Dokumentarfilmstudio.
Nachdem er im August 1989 von der DEFA zu Projektrecherchen nach Leipzig geschickt wurde, begann er im Oktober und November einen Film über die Montagsdemonstrationen 1989/1990 in der DDR. Im Rekordtempo produziert konnte der Film Leipzig im Herbst bereits Ende Oktober zum Internationalen Leipziger Festival für Dokumentar- und Animationsfilm gezeigt werden. Nachdem er beobachtet hatte, wie Angetrunkene einen Straßenreiniger belästigten, begann Kroske im Februar 1990 mit dem ersten Film seiner Kehraus-Trilogie. Der Film Kurt oder Du sollst lachen über einen Patienten einer Psychiatrischen Klinik entstand 1989 aus eigener Initiative über den Künstler Kurt Wanzki. Erst nachdem 1991 eine Drehgenehmigung für die Klinik erteilt worden war, konnte Kroske seinen letzten für das DEFA-Dokumentarfilm-Studio produzierten Film fertigstellen. Seine international und national bekannten und prämierten Filme sind u. a. die „Kehraus-Trilogie“ (Kehraus, 1990; Kehrein, Kehraus 1996; Kehraus, wieder, 2006), „Vokzal-Bahnhof Brest“ 1994, „Der Boxprinz“ 1999/2000; „Heino Jaeger-look before you kuck“, 2012; „Leipzig im Herbst“ – mit S. Richter und A. Voigt – 1989. Seine filmischen Arbeiten sind für das aktuelle deutsche Filmschaffen ein sehr eigenständiger und bereichernder Beitrag. So erzählt er filmische Zeitzustände, wie auch die im Jahr 2013 erschienene DVD-Box benannt wurde.
Seit 1991 ist Gerd Kroske als Autor und Regisseur freischaffend tätig. Im Jahr 1996 gründete er in Berlin das Dokumentarfilmproduktionsunternehmen realistfilm, wo er als Produzent tätig ist. Kroske übte verschiedene Jury- und Lehrtätigkeiten in der Filmbranche aus. Anlässlich der 70. Internationalen Filmfestspiele Berlin 2020 gehörte Gerd Kroske der Jury des Berlinale Dokumentarfilmpreises an, der vom Rundfunk Berlin-Brandenburg (rbb) gestiftet wird. Eine beinahe vollständige Retrospektive seiner Filme mit dem Titel »Deutschlandbilder–Filme Gerd Kroske« fand im Österreichischen Filmmuseum im Januar / Februar 2020 statt.

## Filmografie
- 1988/89 Cassiber (Akademie der Künste)
- 1989: Leipzig im Herbst (DEFA-Dokumentarfilmstudio)
- 1990: La Villette (DEFA-Dokumentarfilmstudio); Aufbruch Leipzig – Oktober 1989 (Szenarium); Kehraus (DEFA-Dokumentarfilmstudio)
- 1991: Kurt oder Du sollst lachen (DEFA-Dokumentarfilmstudio); Sperrmüll; Kluge Frauen, helle Mädchen (Ö-Film)
- 1992: Nordlicht (Dokfilmgesellschaft GmbH)
- 1993: Kurzschluss (Gemeni-Flms, WDR)
- 1993/94: Vokzal – Bahnhof Brest (ö-Film, WDR)
- 1996/97: Galera (Duran-film, Caligari)
- 1996/1997: Kehrein, kehraus (Realistfilm, ZDF, 3sat)
- 2002: Der Boxprinz (Realistfilm, WDR, SWR, SR)
- 2004: Autobahn Ost (Leykauffilm, WDR, MDR, RBB)
- 2006: Die Stundeneiche (Realistfilm, RBB); Kehraus, wieder (Realistfilm, MDR)
- 2007: Wollis Paradies (Realistfilm)
- 2009: Schranken (Realistfilm, ZDF, 3sat)
- 2012: Heino Jaeger – look before you kuck (Realistfilm)
- 2014: Striche ziehen (Realistfilm, MDR, rbb)
- 2015: Grenzpunkt Beton (Realistfilm)
- 2018: SPK Komplex (Realistfilm, rbb)
- 2025: Stolz & Eigensinn (Realistfilm)

## Auszeichnungen
- 1989: 32. Internationale Leipziger Dokumentar- und Kurzfilmwoche für Kino und Fernsehen, „Preis der internationalen Jury“ für Leipzig im Herbst
- 1990: 33. Internationale Leipziger Filmwoche für Dokumentar- und Animationsfilm, „Spezialpreis der internationalen Jury“ und des Oberbürgermeisters von Leipzig für Kehraus
- 1995:

- 17. International Film Festival, „Cinema du reél“ "Gran Prix" für Vokzal-Bahnhof Brest
- VI. Encontros internacionais de Cinema in Lissabon, „Prix Menção Honrosa“ für Vokzal-Bahnhof Brest

- 1997:

- Lobby Filmfest Frankfurt am Main, „Publikumspreis“ für Galera
- IV. Festival Internacionais de Cine Independiente de Barcelona/Spanien, „ex-aequo“ für Galera

- 1999: Internationales Dokumentarfilmfestival von Yamagata, „Runner Up Prize“ der internationalen Jury für Kehrein, Kehraus
- 2000: International Festival du Cinema Documentaire „Visions du reél“ Nyon/Schweiz, „Prix du Longmetrage“ für Der Boxprinz
- 2008: Cinema du réel, Paris Honourable Mentions of the int. Jury für Wollis Paradies
- 2009: Preis zur Förderung der deutschen Filmkunst (ex aequo)
- 2012: 55. Internationales Leipziger Festival für Dokumentar- und Animationsfilm, „Goldene Taube“ für Heino Jaeger – look before you kuck
- 2013: Filmfest Schleswig-Holstein Augenweide, Filmpreis 2013 für Heino Jaeger – look before you kuck
- 2014:

- Artist in Residence Israel Filmfund
- Duisburger Filmwoche, „Publikumspreis“ für Striche ziehen.

- 2015: Nominierung zum Grimme-Preis für Heino Jaeger – look before you kuck
- 2018:

- Nominierung zum Grimme-Preis für Striche ziehen.
- „Clara Sereni Award, best psychiatry theme documentary“ beim PerSo Film Festival 2018 für SPK KOMPLEX

- 2019: ARD Programmprämie für STRICHE ZIEHEN